# Fogo Island (gemeente)
Fogo Island is een gemeente (town) in de Canadese provincie Newfoundland en Labrador. De gemeente bestaat voornamelijk uit Fogo Island, een groot eiland voor de noordkust van het eiland Newfoundland.

## Demografie
In 2011 werd de fusiegemeente in het leven geroepen door de provincieoverheid van Newfoundland en Labrador. De bevolking van de nieuwe gemeente Fogo Island werd toen vastgesteld op 2.395 inwoners. In 2021 was de bevolkingsomvang gedaald tot 2.117 inwoners, een daling met 11,6% in tien jaar tijd.
In 2021 hadden vrijwel alle inwoners van Fogo Island het Engels als moedertaal en was iedereen er die taal machtig. Hoewel slechts vijf mensen (0,2%) het Frans als moedertaal hadden, waren er 35 mensen die die andere Canadese landstaal konden spreken (1,7%). Vrijwel niemand was in 2021 een andere taal dan het Engels of Frans machtig.

## Geografie
Het grondgebied van Fogo Island bestaat voor 99,9% uit het eiland met dezelfde naam. Het 0,19 km² metende Barr'd Island, een bewoond eiland pal voor de noordkust, hoort echter ook tot de gemeente. Technisch gezien is dit echter geen eiland meer daar het via een dijk met het hoofdeiland verbonden is. 

### Plaatsen
Fogo Island is een fusiegemeente die door de provincieoverheid gecreëerd werd in het jaar 2011. Het grootste dorp is Fogo, dat zo'n 650 inwoners telt en tot in 2011 een zelfstandige gemeente was. Andere gemeenten die in 2011 mede fuseerden zijn Tilting, Seldom-Little Seldom en Joe Batt's Arm-Barr'd Islands-Shoal Bay, waarvan de laatste twee reeds fusiegemeenten waren. Dorpen die tot aan de samensmelting gemeentevrij waren, zijn Stag Harbour, Deep Bay en Island Harbour.
Het aan de oostkust gelegen dorp Tilting is sinds 2003 erkend als een National Historic Site of Canada.

## Bereikbaarheid
Nabij het zuidwestelijke plaatsje Stag Harbour is een ferryterminal van waar dagelijks meerdere veerboten naar zowel Change Island als naar de haven van Port Albert (op Newfoundland) varen. De tocht naar Change Island (6 km) duurt 20 minuten, die naar Newfoundland zelf (13 km) duurt 45 minuten of anderhalf uur, naargelang het een directe verbinding of tocht met tussenstop betreft.

## Gezondheidszorg
In het dorp Fogo bevindt zich het Fogo Island Health Centre, een gezondheidscentrum dat zowel primaire als langetermijnzorg aanbiedt aan de inwoners de gemeente. Het centrum valt onder de bevoegdheid van de gezondheidsautoriteit Central Health.

## Galerij

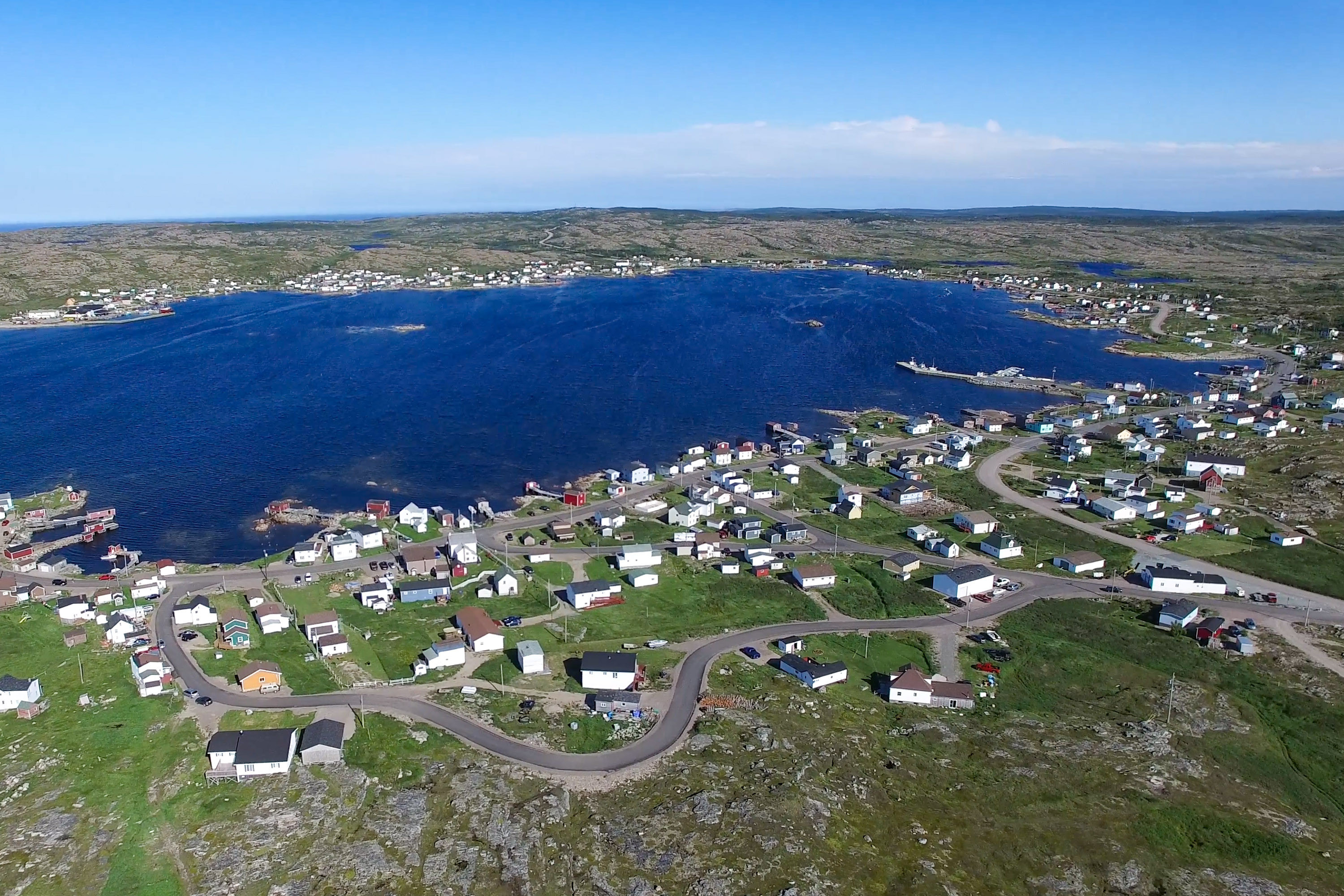
Luchtbeeld van het dorp Joe Batt's Arm
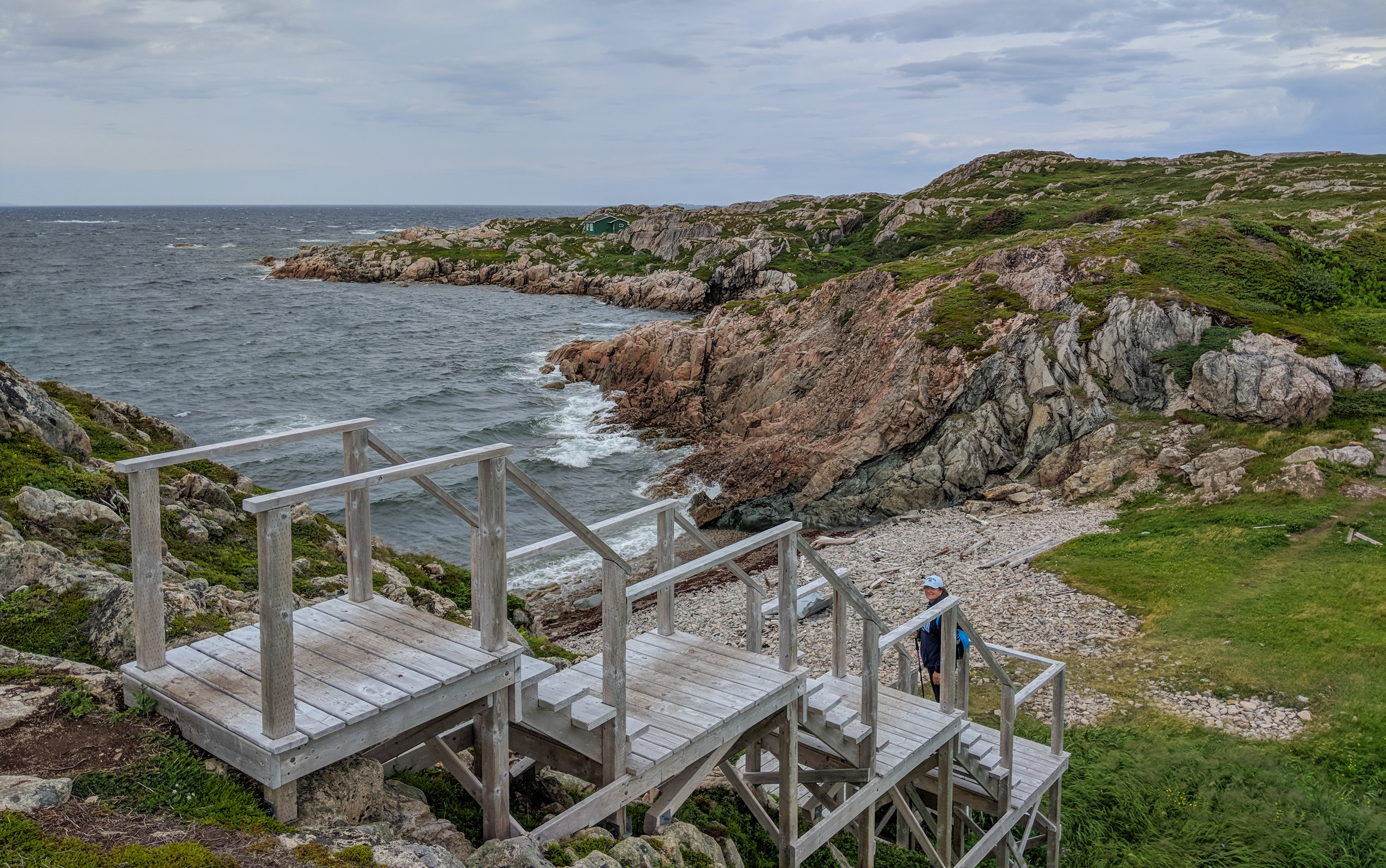
Wandelroute ten noordoosten van Joe Batt's Arm
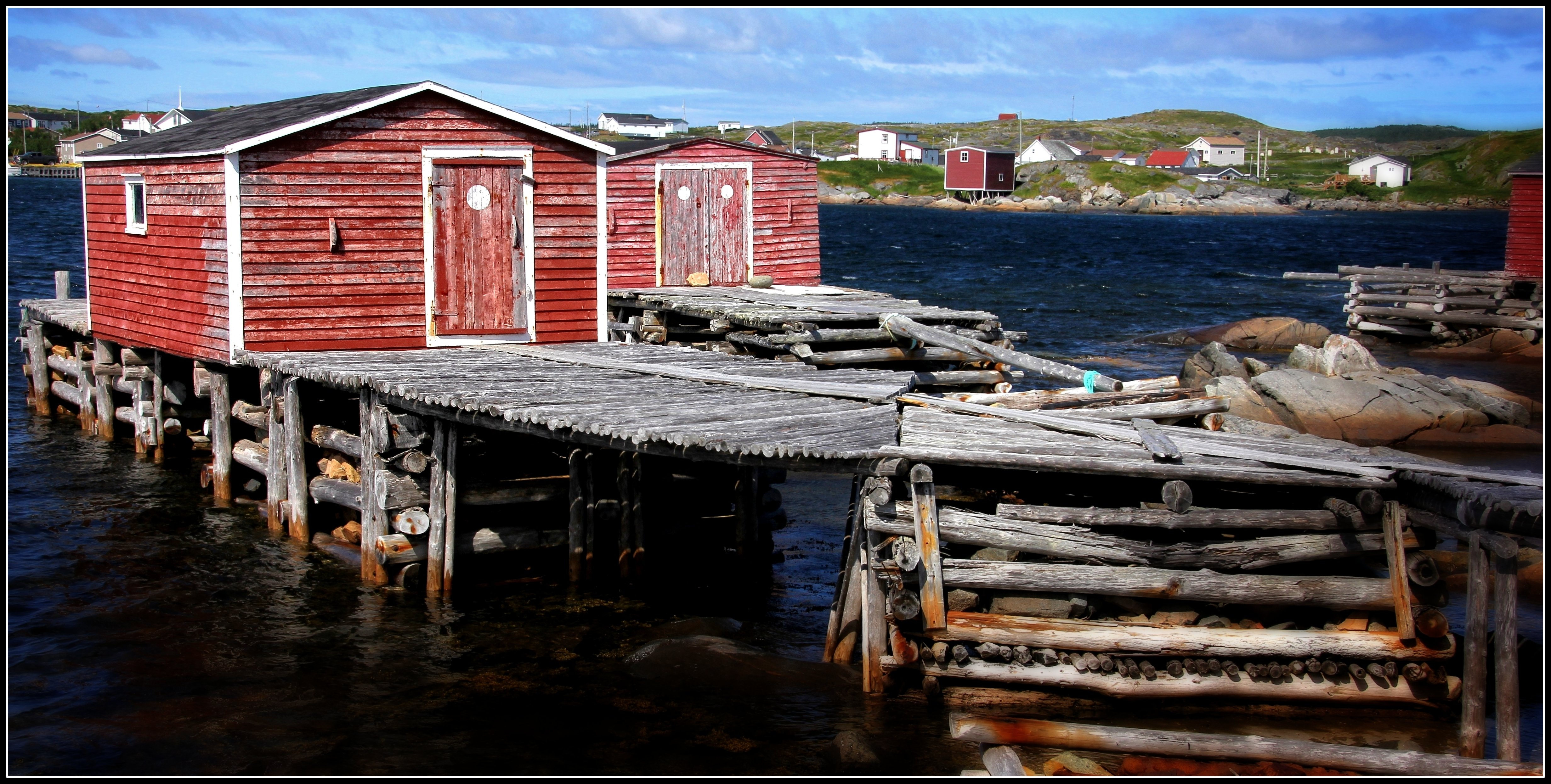
Houten fishing stages in het dorp Tilting
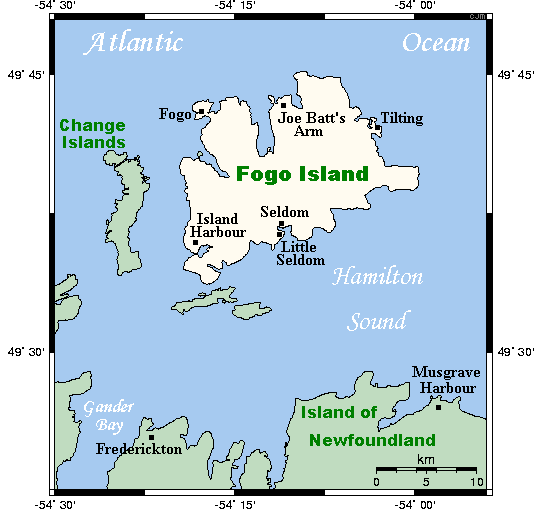
Kaartje van het eiland